# برج قارداش
برج قارداش، روستایی است از توابع بخش مرکزی شهرستان قوچان در استان خراسان رضوی ایران است.

## جمعیت
این روستا در دهستان شیرین دره قرار داشته و بر اساس سرشماری سال ۱۳۸۵ جمعیت آن ۸۹ نفر (۲۱ خانوار)
بوده است.